# Táborfalva–Táborfalva-Fenyves rakodó vasútvonal
A MÁV (242T) Táborfalva–Táborfalva-Fenyves rakodó vasútvonala egy egyvágányú, nem villamosított, nagyvasúti szárnyvonal Pest vármegyében.

## Jellemzői
A rövid, iparvágány-szerű vonal Táborfalva vasútállomásnál ágazik ki a (142.) Budapest–Lajosmizse–Kecskemét-vasútvonalból. Körülbelül 90 fokkal délnyugatra kanyarodva a Tarcsay Vilmos út mentén halad hosszan. Négy különböző katonai telephelyre vezetnek belőle vágányok. Az egyiken található Táborfalva-Fenyves rakodó állomás.
A vonalon személyszállítás nincs, teherforgalom (katonai szállítmányok) alkalmi jelleggel.

## Videófelvételek
- https://www.youtube.com/watch?v=TauVpXu8ano